# Laura Arraya
Laura Arraya (* 12. Januar 1964 in Córdoba, Argentinien) ist eine ehemalige peruanische Tennisspielerin. Sie war ab 1984 mit ihrem Trainer Heinz Gildemeister, einem ehemaligen chilenischen Tennisprofi, verheiratet und nahm dessen Familiennamen an. Nach der Scheidung trat sie wieder unter ihrem Geburtsnamen an.

## Karriere
Als Laura Arraya sieben Jahre alt war, zog ihre Familie von Argentinien nach Peru; sie wurde peruanische Staatsbürgerin.
Zwischen 1981 und 1993 spielte Arraya 34 Grand-Slam-Turniere; ihr bestes Abschneiden war der Einzug ins Viertelfinale von Wimbledon im Jahr 1991, das sie gegen Gabriela Sabatini glatt verlor.
Vier Turniere konnte Arraya in ihrer Profikarriere im Einzel gewinnen : 1982 in Tokio, 1984 Miami, 1989 Schenectady und San Juan) sowie eines im Doppel (1987 Charleston, gemeinsam mit Tine Scheuer aus Dänemark.
Im Federation Cup wurde sie zwischen 1982 und 1993 16-mal in die peruanische Mannschaft berufen. Von ihren insgesamt 28 Partien gewann sie im Einzel zwölf bei vier verlorenen Partien; im Doppel stehen fünf Siegen sieben Niederlagen gegenüber.
Als bei den Olympischen Spielen 1984 Tennis Demonstrationssportart war, spielte Arraya für Peru; sie verlor ihr Erstrundenmatch gegen Renata Sasak aus Jugoslawien mit 6:1, 1:6, 1:6.
Auch ihre Mutter Alcira Arraya spielte Tennis auf sehr hohem Niveau, sie war die Nummer 2 der argentinischen Rangliste. Lauras Bruder Pablo Arraya war ebenfalls Tennisprofi. Laura Arraya betreibt heute eine Tennisschule in Lima.

## Erfolge

### Einzel
| Nr. | Datum            | Turnier     | Kategorie   | Belag     | Finalgegnerin   | Ergebnis      |
| --- | ---------------- | ----------- | ----------- | --------- | --------------- | ------------- |
| 1.  | 24. Oktober 1982 | Tokio       | WTA         | Hartplatz | Pilar Vasquez   | 3:6, 6:4, 6:0 |
| 2.  | 9. April 1984    | Miami       | WTA         | Sand      | Petra Huber     | 6:3, 6:2      |
| 3.  | 30. Juli 1989    | Schenectady | WTA Tier V  | Hartplatz | Marianne Werdel | 6:4, 6:3      |
| 4.  | 29. Oktober 1989 | San Juan    | WTA Tier IV | Hartplatz | Gigi Fernández  | 6:1, 6:2      |

### Doppel
| Nr. | Datum         | Turnier    | Kategorie | Belag | Partnerin           | Finalgegnerinnen            | Ergebnis |
| --- | ------------- | ---------- | --------- | ----- | ------------------- | --------------------------- | -------- |
| 1.  | 5. April 1987 | Charleston | WTA       | Sand  | Tine Scheuer-Larsen | Mercedes Paz Candy Reynolds | 6:4, 6:4 |